# Síndrome do herói
Síndrome do herói (ou complexo de salvador, ou complexo de herói) é um fenômeno psicológico que faz com que uma pessoa busque reconhecimento por heroísmo. Embora a síndrome do herói não seja reconhecida pela Academia Americana de Psiquiatria devido a sua inconsistência com a definição de uma síndrome, é, por definição, um complexo. Os indivíduos que a apresentam frequentemente exibem impulsos que têm um “tom emocional comum e exercem uma influência forte, mas geralmente inconsciente, nas atitudes e comportamento”. O termo é usado para descrever indivíduos que buscam constantemente avaliação por atos valentes ou filantrópicos, especialmente criando uma situação prejudicial que eles podem resolver. Isso pode incluir atos ilegais, como incêndio criminoso. O termo é usado para descrever o comportamento de servidores públicos, como bombeiros, enfermeiros, policiais, seguranças e políticos. O comportamento de indivíduos com síndrome do herói pode ser prejudicial à vida daqueles ao seu redor, colocando pessoas inocentes em risco na busca por criar uma “vítima”. As razões para esse tipo de comportamento geralmente variam.
O termo “síndrome do herói” foi introduzido pela primeira vez após a descoberta de uma bomba no ônibus da equipe olímpica turca de 1984 pelo policial de Los Angeles Jimmy Wade Pearson. Ele se apresentou como o único policial disponível na cena depois que a “descobriu”. Pearson arrancou os fios do dispositivo antes de colocá-lo em uma pista. Ele foi aclamado como herói pelo público até ser preso no dia seguinte por plantar a bomba. Isso levantou questões quanto ao desejo das pessoas de cometer crimes para criar cenários para si mesmas serem os heróis.

## Etiologias e fatores contribuintes

### Narcisismo
As causas da síndrome do herói estão predominantemente enraizadas em tendências narcisistas. O narcisismo geralmente se apresenta de duas maneiras: vulnerabilidade-sensibilidade e grandiosidade-exibicionismo. Este último é o que mais frequentemente coincide com a síndrome do herói. Indivíduos com esta forma são frequentemente descritos como egoístas e exibicionistas e estão alinhados com altos níveis de manipulação e autodramatização. Há um desejo profundo de exibir comportamento de busca de atenção e impressionar os outros. Um conceito relevante semelhante também é conhecido como narcisismo aberto, no qual as pessoas estão constantemente obcecadas com a percepção de si mesmas pelos outros.
Devido à alta e frágil autoestima e à incapacidade de ver falhas em suas próprias ações, os narcisistas são mais suscetíveis a retratar os outros como vítimas ou vilões para melhorar sua imagem.

### Diferenças culturais
A categorização e caracterização dos heróis diferem entre culturas e, como resultado, criam disparidades em como a síndrome do herói pode se apresentar em diferentes circunstâncias.
A classificação de heróis em culturas individualistas gira em grande parte em torno da ideia de “resgatar” alguém do perigo, colocando-se em situações fisicamente perigosas. "Heróis" nessas culturas são considerados corajosos, confiáveis, fortes, entre outros. Além disso, características que eram críticas para definir alguém como um herói incluíam: autossacrifício, altruísmo e altruísmo.  Em contraste, culturas coletivistas tipicamente categorizam heróis como aqueles cujas ações servem ao objetivo coletivo. Heróis em culturas coletivistas precisam colocar as necessidades e interesses do grupo acima dos seus próprios. Um senso de patriotismo e nacionalismo em alguns casos também pode ser relevante na construção de um 'herói' em culturas coletivistas.
Essas diferenças entre estereótipos culturais de “heróis” também podem se traduzir em como a síndrome do herói pode ser retratada. Crimes violentos e situações fisicamente perigosas podem ser, portanto, mais prevalentes em sociedades individualistas devido ao elemento de bravura e sacrifício envolvidos.

## Exemplos e estudos de caso

### Incêndio criminoso de bombeiro
Os bombeiros incendiários incluem a proporção muito pequena de bombeiros que são enviados para apagar incêndios dos quais foram a causa; isto é, incêndios intencionalmente provocados pelos bombeiros para que também possam obter a satisfação e os elogios de serem os heróis e salvadores dos incidentes. Num estudo federal com mais de 80 bombeiros incendiários, a razão mais comum citada para iniciar o incêndio foi simplesmente a excitação de apagá-lo, não causar danos ou vingança. Embora não todos, muitos recordam que os seus motivos para cometer incêndios criminosos são o desejo de serem vistos como heróis pelos outros bombeiros e pela sua comunidade, cometendo o que pode ser referido como atear fogo por vaidade.

### Arkansas: xerife adjunto do condado de Perry
Em 2004, um policial do Arkansas relatou estar perseguindo a pé um homem que ele havia chamado recentemente para ficar de olho. Pouco tempo depois, o policial anunciou que havia levado um tiro no abdômen e fez um relato muito detalhado e abrangente dos eventos que haviam ocorrido. Uma extensa investigação e busca foram então realizadas, coletando evidências e conduzindo entrevistas, resultando no policial eventualmente se declarando culpado de fabricar toda a história e atirar em si. Este crime também foi cometido com a intenção de ser uma vítima, simultaneamente se retratando como um herói ferido em batalha.  A síndrome do herói é frequentemente encontrada também em conjunto com o complexo de vítima devido aos seus ideais semelhantes.[carece de fontes?]